# Thomas Fischer (Jurist)

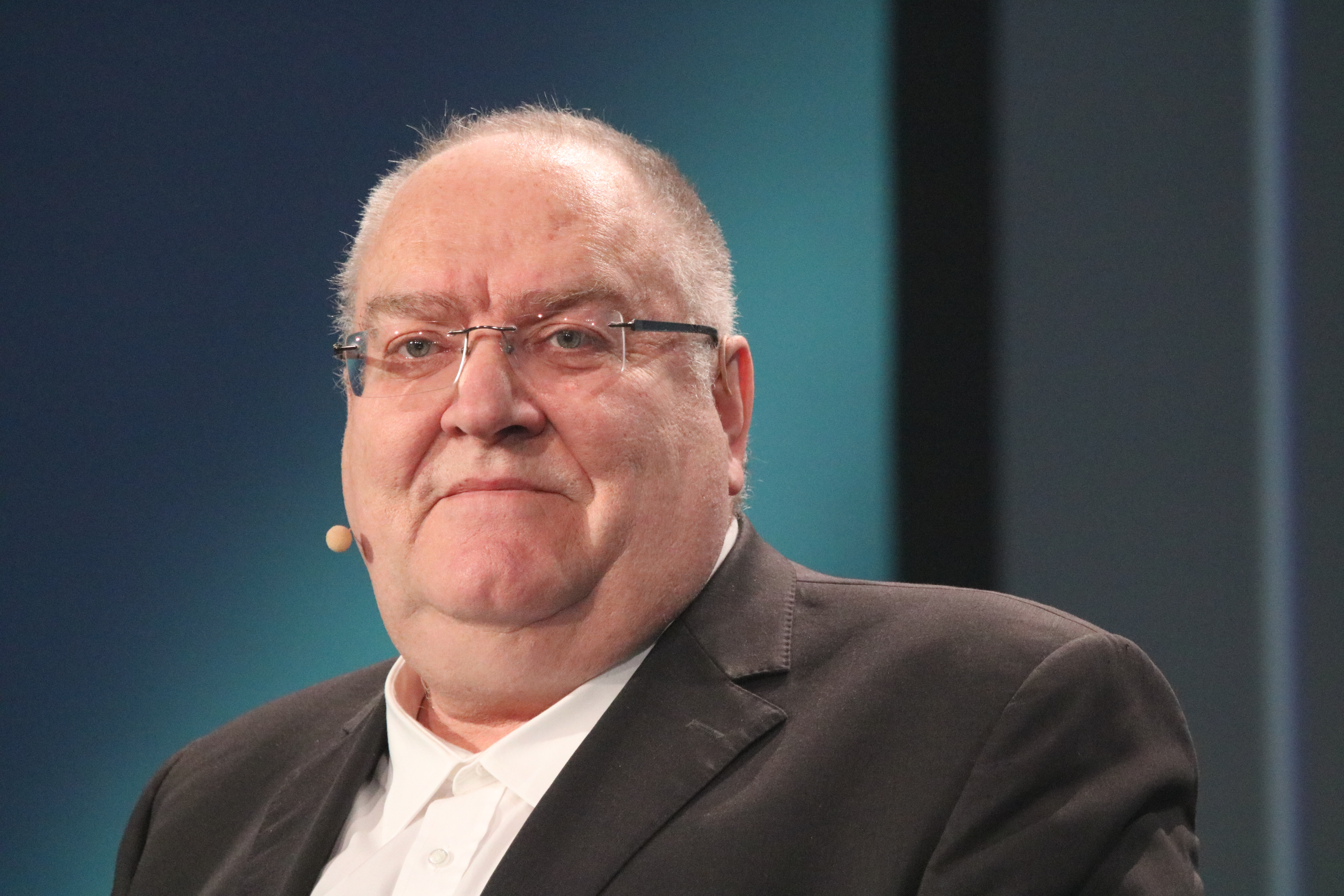
Thomas Fischer auf der re:publica 2016

Thomas Günther Otto Fischer (* 29. April 1953 in Werdohl) ist ein deutscher Rechtswissenschaftler, früherer Vorsitzender Richter des 2. Strafsenats des Bundesgerichtshofs, Autor sowie Rechtsanwalt. Er verfasst einen jährlich überarbeiteten Standard-Kurzkommentar zum Strafgesetzbuch (StGB) und ist einer breiten Öffentlichkeit durch kontrovers diskutierte Kolumnen auf Zeit Online (2015–2017) sowie Spiegel online (2018–2021, seit 2022) und durch Fernsehauftritte bekannt.

## Leben
Thomas Fischer wurde als Sohn des sudetendeutschen Arztes und Diplomingenieurs Otto Fischer und seiner Frau Kläre in Werdohl im Sauerland geboren und wuchs bis 1969 in Rönkhausen (Kreis Olpe) auf. Von 1963 bis 1970 besuchte er das Städtische Neusprachliche Gymnasium in Plettenberg. Mit 16 Jahren verließ Fischer sein Elternhaus und besuchte ab 1970 das Burggymnasium in Friedberg (Hessen), das er in der 12. Klasse abbrach. Danach arbeitete er unter anderem als Schreiner, Musiker und Kraftfahrer. Nach seiner Rückkehr ans Friedberger Gymnasium legte Fischer im Jahr 1975 das Abitur ab. Danach wurde er als Panzerjäger zur Bundeswehr nach Oberhessen eingezogen, nach vier Monaten aber als Kriegsdienstverweigerer anerkannt. Seinen Zivildienst absolvierte er als Rettungssanitäter beim Arbeiter-Samariter-Bund in Frankfurt-Höchst.
Fischer studierte von 1976 bis 1978 Germanistik an der Universität Frankfurt am Main, brach das Studium aber ab. Anschließend arbeitete er von Mai 1978 bis September 1980 als Zusteller bei der Deutschen Bundespost in Frankfurt. Zum Wintersemester 1980/81 nahm er das Studium der Rechtswissenschaft an der Universität Würzburg auf; er absolvierte 1984 das Erste Staatsexamen. Anschließend war er wissenschaftliche Hilfskraft am Institut für Strafrecht, Strafprozessrecht und strafrechtliche Hilfswissenschaften an der Universität Würzburg, wo er im Dezember 1986 mit einer Dissertation zum Thema Öffentlicher Friede und Gedankenäußerung bei Ulrich Weber promoviert wurde. Dort studierte er neben seiner Richtertätigkeit von 1990 bis 1993 noch Soziologie.
Fischer ist seit 1980 verheiratet und hat zwei erwachsene Söhne. Er lebte bis 2020 in Baden-Baden, seitdem in Starnberg.

## Tätigkeiten

### Berufliche Entwicklung
Nach Abschluss des Zweiten Staatsexamens 1987 trat Fischer im Jahr 1988 in den bayerischen höheren Justizdienst ein. Von 1988 bis 1990 arbeitete er als Strafrichter an den Amtsgerichten Ansbach und Weißenburg, von 1991 bis 1992 als wissenschaftlicher Mitarbeiter am Bundesgerichtshof (1. Strafsenat). Zum 1. Januar 1993 wechselte er in den Justizdienst des Freistaats Sachsen, zunächst als Richter am Landgericht Leipzig, wo er ab 1994 in einer großen Strafkammer und Schwurgerichtskammer als Vorsitzender Richter tätig war. 1996 wurde er zum Ministerialrat im Sächsischen Staatsministerium der Justiz ernannt, wo er bis zum Jahr 2000 das Referat für Strafverfahrensrecht, strafrechtlichen Datenschutz und strafrechtliche Aufarbeitung des SED-Unrechts leitete, ab 1999 als stellvertretender Leiter der Strafrechtsabteilung.
Im Jahr 2000 wurde Fischer zum Richter am Bundesgerichtshof gewählt. Ab 1. Juli 2000 war er Mitglied des 2. Strafsenats, ab 2008 dessen stellvertretender Vorsitzender und ab 1. Juni 2013 Vorsitzender des Senats. Von 2000 bis 2003 war er daneben Ermittlungsrichter des Bundesgerichtshofs, von 2007 bis 2011 ständiger Beisitzer des Richterdienstgerichts des Bundes und ab 2008 Mitglied des Großen Senats für Strafsachen des Bundesgerichtshofs sowie des gemeinsamen Senats der obersten Gerichtshöfe des Bundes.
Ab 1991 lehrte Fischer Rechtssoziologie, Strafrecht und Strafprozessrecht an der Universität Würzburg, wo er 1998 zum Honorarprofessor für Strafrecht und Strafprozessrecht ernannt wurde. Von 1993 bis 2000 lehrte er Strafrecht und Strafprozessrecht an der Universität Leipzig.
Fischer trat Ende April 2017 in den vorzeitigen Ruhestand. Seit 2021 ist er als Of Counsel für die Kanzlei Gauweiler & Sauter tätig. Die Süddeutsche Zeitung bewertete Fischers Tätigkeit kritisch und ordnete sie als Litigation-PR ein. Sein erstes Mandat als Strafverteidiger übernahm Fischer für den wegen des Vorwurfs der Vergewaltigung  Beschuldigten Dieter Wedel.

### Rechtsstreit um die Stelle des Senatsvorsitzenden
Im Sommer 2011 wehrte sich Fischer gerichtlich erfolgreich gegen eine dienstliche Beurteilung durch den Präsidenten des Bundesgerichtshofs Klaus Tolksdorf und die beabsichtigte Ernennung eines anderen Bewerbers zum Vorsitzenden Richter am Bundesgerichtshof. Dies war das erste erfolgreiche Konkurrentenstreitverfahren am Bundesgerichtshof. Nach einem Bericht der Frankfurter Rundschau hatten drei BGH-Richter den Zweiten Strafsenat „unter anderem deshalb verlassen“, weil sie mit Fischer nicht zusammenarbeiten wollten, weshalb Tolksdorf Fischers Beurteilung herabgestuft hatte und dadurch einen anderen Kandidaten vorschlagen konnte. Am 24. Oktober 2011 erließ das Verwaltungsgericht Karlsruhe auf Antrag Fischers eine einstweilige Anordnung, die dem Bundesjustizministerium die beabsichtigte Besetzung der Stelle vorerst untersagte. Die Beurteilung, die Fischers (bei früheren Beurteilungen stets bestätigte) besondere Eignung für diesen Posten anzweifelte, sei nicht hinreichend begründet, so das Gericht. Die Entscheidung ist seit dem 11. November 2011 rechtskräftig. Fischer bewarb sich nicht nur auf die eine, sondern auf alle frei werdenden Vorsitzendenstellen in den Strafsenaten. Tolksdorf stufte ihn wiederum schlechter ein, Fischer klagte erneut, so dass alle Stellen unbesetzt blieben. Im Mai 2013 kam es zu einer Einigung zwischen Fischer und Bundesjustizministerin Sabine Leutheusser-Schnarrenberger (FDP). Am 25. Juni 2013 wurde Fischer zum Vorsitzenden Richter am Bundesgerichtshof ernannt, woraufhin ihm das Präsidium des Bundesgerichtshofs die Stelle als Vorsitzender des 2. Strafsenats zuwies. Daraufhin nahm er alle Klagen zurück.

### Fachpublizistische Tätigkeit
Fischer ist durch zahlreiche Fachveröffentlichungen bekannt, insbesondere durch den von Otto Schwarz begründeten, seit 1999 von ihm herausgegebenen und allein verfassten Kurzkommentar zum Strafgesetzbuch, der zur sogenannten grauen Reihe des Verlags C. H. Beck gehört und jährlich in überarbeiteter Neuauflage erscheint. Der „Fischer“ ist in zahlreichen Bundesländern einzig zugelassenes Hilfsmittel für das materielle Strafrecht im Assessorexamen und wird von Günther Jakobs als „Meisterwerk an Klarheit und Verdichtung“ bezeichnet. Seit 1993 ist Fischer Mitautor des Karlsruher Kommentars zur Strafprozessordnung und seit 1999 Mitherausgeber der Neue Zeitschrift für Strafrecht (NStZ), seit 2013 auch bei der Zeitschrift für Medizinstrafrecht (medstra).

### Kolumnen

#### In derZeit„Fischer im Recht“
Von Januar 2015 bis Mai 2017 schrieb Fischer als freier Autor eine wöchentliche Kolumne („Fischer im Recht“) auf Zeit Online, die der breiten Öffentlichkeit aktuelle Fälle und Grundlagen des Rechts vermitteln sollte. Ihm sei es darum gegangen, „an einzelnen herausgehobenen Themen, Begriffen, Problemen das Strafrecht insgesamt in einen gesellschaftlichen Zusammenhang zu stellen und etwas näher und etwas anders zu erläutern“ als üblich. In seiner Ankündigung nannte er als Ziel Aufklärung, Belehrung und Kritik über die Rolle des Rechts, das oft unverstanden sei und aus „dumpfer Empörung“ abgelehnt werde, sich aber auch nicht hinter seiner „Würde“ verbergen dürfe: Justizangehörige seien „keine der Kritik enthobene Elite“, sondern gesellschaftlich verantwortlich. Unter dem Titel „Zum Ausklang“ endete die Kolumne mit ihrer 118. Folge am 3. Mai 2017. Sie erreichte wöchentlich mehrere hunderttausend Leser, in Einzelfällen weit über eine Million. Eine Auswahl ist 2016 in dem Buch Im Recht erschienen, eine Sammlung von Aphorismen 2017 unter dem Titel Richter-Sprüche (beide Verlag Droemer).
Im März 2018 beendete die Zeit ihre Zusammenarbeit mit Fischer, da er sich illoyal verhalten habe. Auslöser war die Berichterstattung über Vorwürfe mehrerer Frauen gegen Dieter Wedel. Fischer hatte der Zeit im Januar einen Text angeboten, in welchem er dem Wochenblatt vorwarf, sich an einer öffentlichen Vorverurteilung Wedels beteiligt zu haben. Nachdem die Zeit den Abdruck abgelehnt hatte, bot Fischer dem Online-Mediendienst Meedia eine ergänzte Version seines Beitrages an. Meedia veröffentlichte den Text, informierte aber vorab die Chefredaktion der Zeit darüber.

#### Auf Meedia.de „Fischers kleine Presseschau“
Fischer schrieb von Ende August 2018 bis Mitte Februar 2019 eine etwa zweiwöchig erschienene Kolumne für das Medienportal Meedia mit dem Titel Fischers kleine Presseschau. Auf dem Portal hat Fischer angekündigt, dort weiter als Gastautor, aber nicht mehr regelmäßig zu veröffentlichen.

#### ImSpiegel„Recht haben“
Seit August 2018 schreibt Fischer für Spiegel Online. In dieser, zum Teil wöchentlich erschienen Kolumne setzt er sich kritisch mit Fragen des Strafrechts und der Gesellschaft auseinander. Am 23. April 2021 erschien der vorerst letzte regelmäßige Beitrag. Anschließend schrieb Fischer als Gastautor für den Spiegel. Am 6. Mai 2022 nahm er die Kolumne wieder auf, die seit 19. August 2022 nur noch hinter einer Bezahlschranke veröffentlicht wird.

#### FürLTO„Eine Frage an Thomas Fischer“
Seit Mai 2022 schreibt er eine Kolumne für Legal Tribune Online.

### Fernsehauftritte
Außerdem ist Fischer Gast in Fernsehsendungen, etwa Interviews, Dokumentationen oder Talkshows. Nach der Talkshow Polizisten: Prügelknaben der Nation? mit Sandra Maischberger äußerte sich Fischer kritisch über diese Talkshow und Talkshows im Allgemeinen: Der „Regie-Einfall“ der fraglichen Sendung habe darin bestanden, „irgendwelche Leute zusammenzusetzen in der Hoffnung, dass die sich gegenseitig missverstehen, anschreien und beleidigen.“ Zu Talkshows allgemein äußerte er: „Maischberger, Dschungelcamp oder Big Bang Theory. Da müssen alle dreißig Sekunden die Fetzen fliegen, die Möpse hüpfen oder die Zoten aus dem Jubel-Automaten purzeln, sonst ist der biodeutsche Dichter und Denker gelangweilt. Willkommen in der Brave New World.“

### PodcastSprechen wir über Mord?!
Fischer wirkt seit Ende Februar 2020 im True-Crime-Podcast Sprechen wir über Mord?! von SWR2 neben dem ARD-Journalisten Holger Schmidt mit.

### Mitgliedschaften
In den Jahren 1994 bis 1997 war Fischer Erster Vorsitzender der Beschwerdekammer des Verbands für das Deutsche Hundewesen. Er ist Mitglied von Amnesty International Deutschland, Transparency International und der Deutschen Gesellschaft für Humanes Sterben.

## Positionen
Zur NSA-Affäre und der Haltung der höchsten Strafrichter Deutschlands bemerkte Fischer: „Wann immer, so mein Eindruck, an den Tischen der bundesgerichtshöflichen Kollegenschaft das Akronym ‚NSA‘ fiel und das Wort ‚Generalbundesanwalt‘ und der Begriff ‚Legalität‘, senkten sich die Köpfe rasch über die Salatsauce und die Fusilli siciliana.“
In einem Gastbeitrag zur bevorstehenden Prüfung des Erschleichens von Leistungen (§ 265a StGB) durch das Bundesjustizministerium sprach sich Fischer 2022 sowohl gegen das Fortbestehen der Einstufung des bloßen Schwarzfahrens ohne Zugangserschleichung als Straftat als auch als Ordnungswidrigkeit aus. Es genüge, dass die geschädigten Verkehrsdienstleister zivilrechtlich aktiv werden können.

## Rezeption
Zu Fischers Kolumne bei Zeit Online kommentierte Jost Müller-Neuhof im Tagesspiegel, „Analyse, Sprachkraft, Wissen, Haltung, diese Eigenschaften durchziehen jeden Text“; Fischer zeige „Lust am Widerspruch“ und eine angriffslustige „Verachtung für das Gewohnte und Gewöhnliche“. Thomas Darnstädt urteilte über den „Rocker am Gerichtshof“, seine Kolumne sei ein „schäumender Mix aus Scharfsinn und Stuss, freien Assoziationen und Filmtipps, mäandernden Argumenten, maßlosen Übertreibungen und mitunter genialen Zuspitzungen,“ offenbar „unredigiert … und ungebremst“ von Platzbeschränkungen wie im Print. Fischers Meinungsfreudigkeit wird kontrovers diskutiert; so kritisierte ein Artikel der Frankfurter Allgemeinen Sonntagszeitung, mit der er sich in seiner Kolumne regelmäßig auseinandersetzte, diese sei „als böswillig und diffamierend empfunden“ worden. Doch konstatiert die FAZ auch „… Fischer gilt im Bundesgerichtshof als herausragender Jurist, aber auch als schwierig im Umgang.“ Urban Sandherr, Richter am Berliner Kammergericht und Redakteur der Deutschen Richterzeitung, warf Fischer vor, durch „brachiale Schuldsprüche“ fachliches Verständnis und konstruktive Kritik am deutschen Rechtswesen zu „desavouieren und konterkarieren“. Der Strafrechtslehrer Günther Jakobs bezeichnete einige der 2016 als Buch veröffentlichten Zeit-Kolumnen als „wahre Kabinettstücke“ und bescheinigte ihnen einen „rechtspolitischen Impetus“, als „betont eigene Ansichten“ mit „verblüffender Deutlichkeit“ vorgetragen. Die Rezensentin des Deutschlandfunks äußerte, Fischer schreibe „ungewohnt offen und gedanklich erfrischend“; das Buch bewege sich „zwischen Polemik, Provokation und Belehrung“. Mit Blick auf das große Publikum Fischers bei Universitätsvorträgen schrieb der Unispiegel im Mai 2016, Fischer werde gerade „zu einer Art Popstar und Erklärbär für Studenten und andere junge Menschen“.
Der von Fischer geführte 2. Strafsenat des Bundesgerichtshofs galt als „Rebellensenat“, weil er häufiger als andere Senate von der bestehenden Rechtsprechung des Bundesgerichtshofs abwich. Behauptet wurde auch, dieser Senat erledige wegen Fischers umfangreicher Nebentätigkeiten wesentlich weniger Verfahren als die anderen Strafsenate. Im Juli 2016 äußerte der Richter des ersten BGH-Strafsenats Andreas Mosbacher, Fischer verletze das Mäßigungsgebot bei öffentlichen Äußerungen, das sich aus dem Grundsatz richterlicher Unabhängigkeit ergebe. Mosbacher verwies dazu auf Fischers sexualisierte, Kritiker herabwürdigende Sprache und scharfe personenbezogene Meinungen zu laufenden Verfahren, nämlich dem NSU-Prozess und dem Verfahren gegen Sebastian Edathy. Volker Zastrow griff diese Kritik in der Frankfurter Allgemeinen Sonntagszeitung auf und schrieb, Fischer stilisiere sich „schon seit Jahren als Nestbeschmutzer“; er attestierte ihm „sprühende Intelligenz, das unverkennbar journalistische Talent, die Gedankenflucht und was immer sonst noch die Synapsen flottiert, die Aggressivität und schließlich geradezu begeisterte Bosheit“. – Fischer sorge für Unruhe im Bundesgerichtshof und schade dessen Ruf. Ähnliche Kritik äußerte Henning Rasche. Dagegen kam Uwe Schmitt in der Welt am Sonntag, ebenfalls auf Mosbacher bezogen, zum Schluss, die deutsche Debattenkultur brauche „mehr Fischer. Nicht weniger.“
Johannes Eisenberg kritisierte Fischer für die Befürwortung von Freiheitsstrafen ohne Bewährung für sogenannte „Klimakleber“ der Letzten Generation. Ein derartiges Strafmaß wirke weder general- noch spezialpräventiv, sondern komme dem allein nicht ausreichenden Strafzweck der Vergeltung gleich.

## Schriften (Auswahl)
- Öffentlicher Friede und Gedankenäußerung. Grundlagen und Entwicklung des Rechtsguts „öffentlicher Friede“, insbesondere in den §§ 126, 130, 140 Nr. 2, 166 StGB. (Würzburg, Univ., Diss., 1986).
- Im Recht. Einlassungen von Deutschlands bekanntestem Strafrichter. Droemer, München 2016, ISBN 978-3-426-27685-3.
- Richter-Sprüche. Droemer, München 2017, ISBN 978-3-426-27747-8.
- Über das Strafen. Recht und Sicherheit in der demokratischen Gesellschaft. Droemer, München 2018, ISBN 978-3-426-27687-7.
- Strafgesetzbuch mit Nebengesetzen (= Beck’sche Kurz-Kommentare. Band 10). 70. Auflage. C. H. Beck, München 2023, ISBN 978-3-406-79239-7.
- Sex and Crime. Über Intimität, Moral und Strafe. Droemer, München 2021, ISBN 978-3-426-27843-7.
- Recht haben: Vermischtes aus der Welt des Strafrechts |Die besten SPIEGEL-Kolumnen des Ex-Bundesrichters. Droemer, München 2022, ISBN 978-3-426-27885-7.